# بلاویا

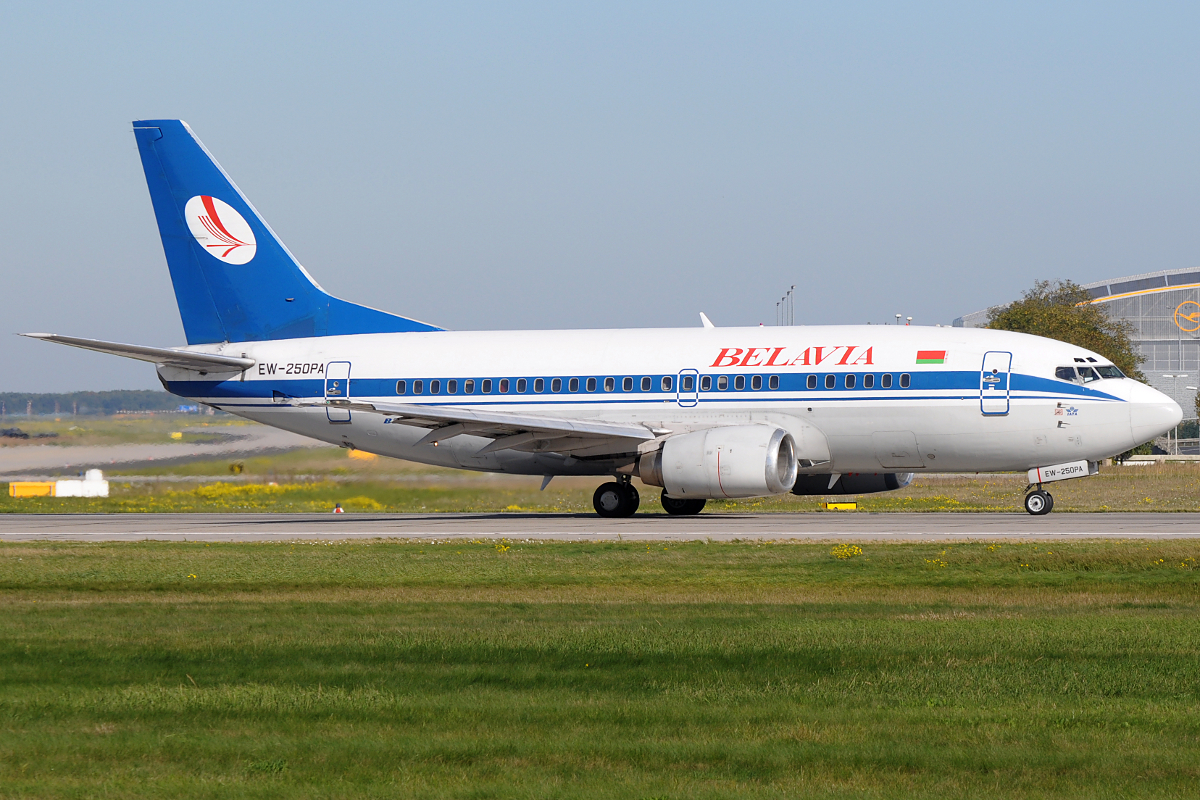
هواپیمای بوئینگ ۷۳۷، متعلق به بلاویا

بلاویا (به انگلیسی: Belavia) شرکت هواپیمایی حامل پرچم بلاروس است، که در سال ۱۹۹۶ در پی جدایی از خطوط هوایی آئروفلوت، توسط دولت بلاروس، تأسیس شد و در حال حاضر روزانه به ۴۰ مقصد، در اروپا، کشورهای مستقل همسود، آسیا و خاورمیانه پروازهای مستقیم دارد.
دفتر مرکزی شرکت هواپیمایی بلاویا در شهر مینسک، بلاروس قرار دارد و فرودگاه بین‌المللی مینسک، قطب این شرکت هواپیمایی به‌شمار می‌آید. شرکت بلاویا در حال حاضر در ناوگان هوایی خود، دارای ۲۰ فروند هواپیمای جت مسافربری می‌باشد.